# Луцій Афраній (помпеянець)
Луцій Афраній (лат. Lucius Afranius, близько 80 до н. е. — після 49 до н. е.) — військовий діяч Римської республіки.

## Життєпис
Походив з плебейського роду Афраніїв. Син Луція Афранія, консула 60 року до н. е. Про молоді роки мало відомостей. Оголосив себе патроном міст Кавна і Магнезії-на-Меандрі.
З початком громадянської війни між Гаєм Юлієм Цезарем та Гнеєм Помпеєм Великим у 49 році до н. е. перебував у війську свого батька в Іспанії. Коли під Ілердою військо Афранія-старшого потрапило в скрутне становище, Афраній-молодший звернувся до Цезаря через його легата Публія Сульпіція Руфа з проханням помилувати його і батька. Надалі виступав заручником у перемовинах Цезаря з Афранієм і Петреєм про капітуляцію останніх. Про подальшу долю немає відомостей.